# Søren Larsen (physicien)
Pour les articles homonymes, voir Søren Larsen et Søren Larsen (footballeur).
Søren Absalon Larsen (Nørre Aaby (en) (Danemark), 5 avril 1871 - Gentofte (Danemark), 2 janvier 1957) est un physicien danois plus particulièrement connu pour avoir expliqué le phénomène acoustique appelé effet Larsen.